# Валя-Міке (Горж)
Валя-Міке (рум. Valea Mică) — село у повіті Горж в Румунії. Входить до складу комуни Самарінешть.
Село розташоване на відстані 240 км на захід від Бухареста, 31 км на південний захід від Тиргу-Жіу, 75 км на північний захід від Крайови.

## Населення
За даними перепису населення 2002 року у селі проживала 31 особа, усі — румуни. Усі жителі села рідною мовою назвали румунську.